# Auguste Potié
Pour les articles homonymes, voir Potié.
Auguste Potié, né le 28 novembre 1858 à Haubourdin (Nord) et décédé le 17 octobre 1939 dans la même ville est un homme politique français.

## Biographie
Agriculteur, il est fondateur et président de la société des agriculteurs du Nord. Son père était maire et conseiller général, il prend sa suite en politique en devenant Conseiller municipal en 1886, adjoint au maire en 1892, puis maire d'Haubourdin de 1896 à 1924. Conseiller général du Nord en 1892, il est Président du Conseil général du Nord en 1922. Il est sénateur du Nord de 1903 à 1939, et s'occupe essentiellement d'agriculture et de commerce des produits agricoles. Son frère, Georges Potié, fut  Député de la 5e circonscription de Lille de 1910 à 1914,.

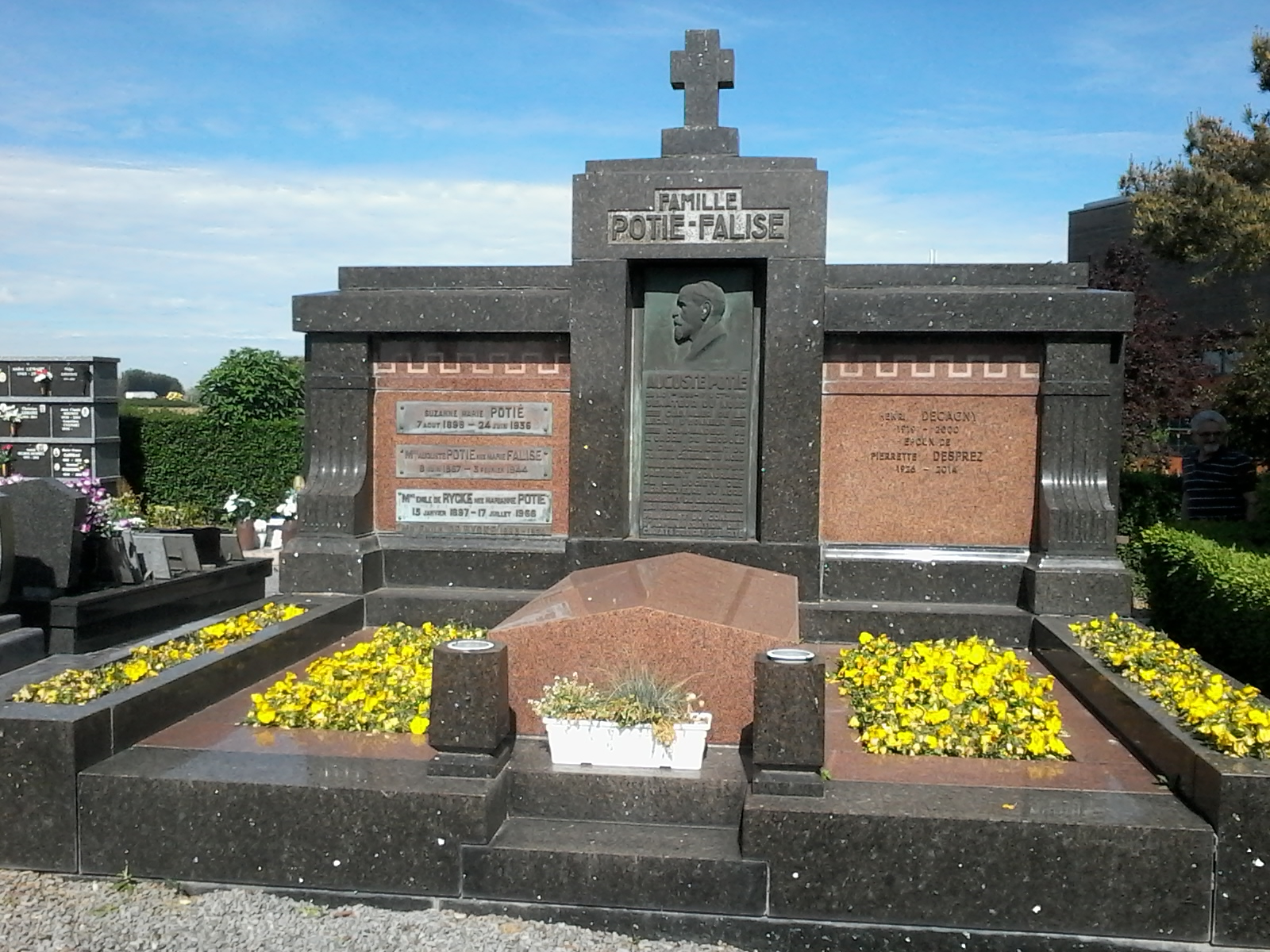
Sépulture d'Auguste Potié
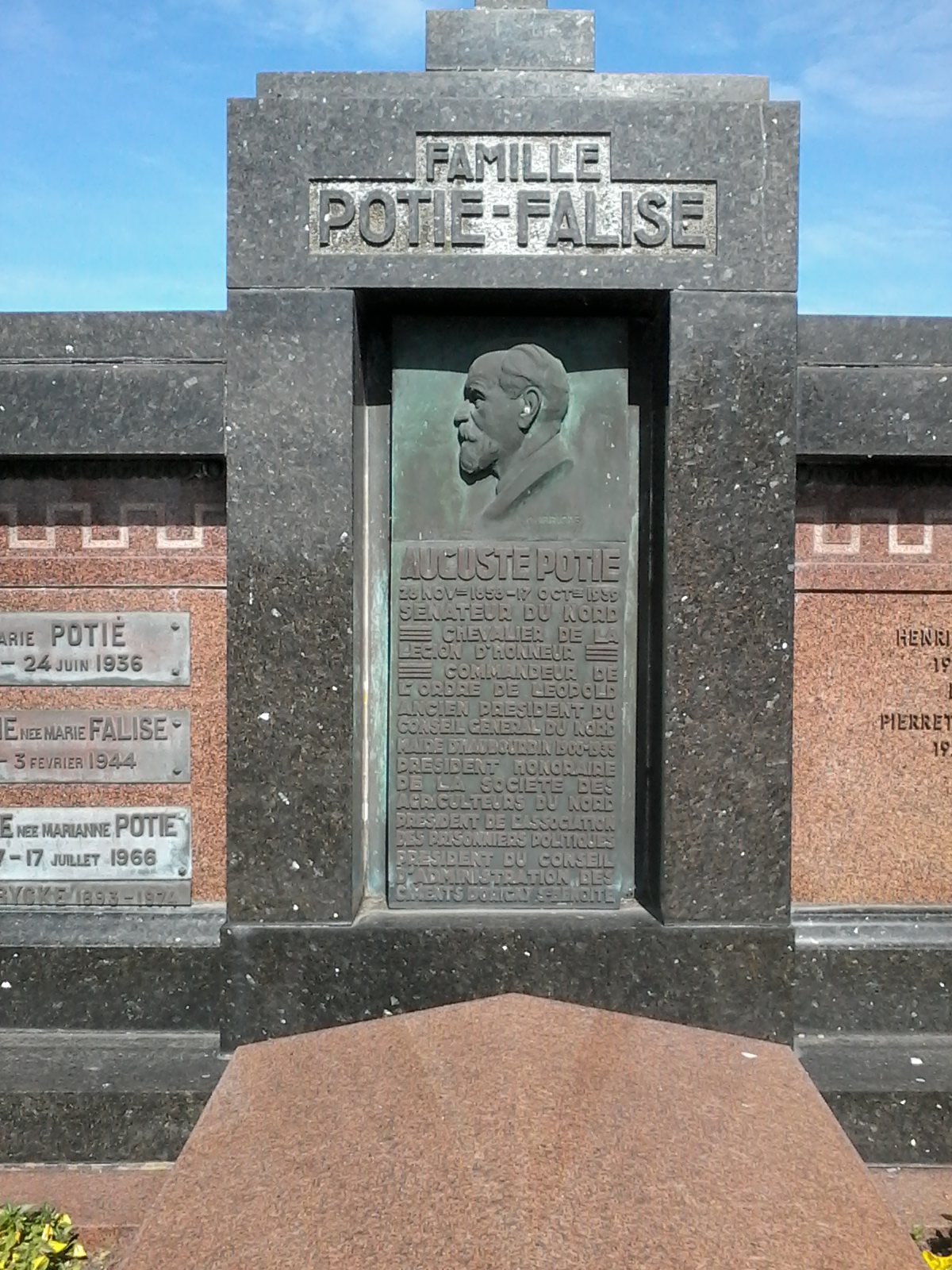

## Distinctions
- Chevalier de la Légion d'honneur par décret du 11 octobre  1900[4].

## Sources
- « Auguste Potié », dans le Dictionnaire des parlementaires français (1889-1940), sous la direction de Jean Jolly, PUF, 1960 [détail de l’édition]